# Radikal 16
Das Radikal 16 mit der Bedeutung „Tischchen“ ist eines von 23 traditionellen Radikalen der chinesischen Schrift, die mit zwei Strichen geschrieben werden.
Mit 8 Zeichenverbindungen in Mathews’ Chinese-English Dictionary nimmt es eine sehr geringe Häufigkeit ein.
(Beachte: Das Radikal Tischchen nimmt nur in der Langzeichen-Liste traditioneller Radikale, die aus 214 Radikalen besteht, die 16. Position ein. In modernen Kurzzeichen-Wörterbüchern kann es sich an ganz anderer Stelle finden. Im Neuen chinesisch-deutschen Wörterbuch aus der Volksrepublik China steht es zum Beispiel an 30. Stelle.)
Das Schriftzeichen 几 kommt auch als Einzelzeichen vor, wie zum Beispiel in dem Wort 茶几 (= Teetisch).
Das Radikalzeichen sieht ein wenig dem  kyrillischen Zeichen Л „l“ ähnlich.
Das chinesische Kurzzeichen 几 (= beinahe, einige wenige) hat mit dem Radikal 几 eigentlich nichts zu tun, es ist völlig willkürlich als verkürzte Form für 幾 gewählt worden.

## Schriftzeichenverbindungen, die vom Radikal 16 regiert werden
| Striche | Zeichen     |
| ------- | ----------- |
| +0      | 几          |
| +01     | 凡 凢 凣    |
| +02     | 凤          |
| +03     | 凥 処 凧    |
| +04     | 凨 凩 凪 凫 |
| +05     | 凬          |
| +06     | 凭 凮 凯    |
| +07     | 巬          |
| +09     | 凰          |
| +10     | 凱 凲       |
| +12     | 凳 凴       |

 Im Unicodeblock Kangxi-Radikale ist das Radikal 16 unter der Codepointnummer 12.047 (U+2F0F) codiert.